# Список територіальних громад Вінницької області
| №  | Громада                              | Район                     |
| -- | ------------------------------------ | ------------------------- |
| 1  | Іванівська сільська громада          | Хмільницький район        |
| 2  | Війтівецька сільська громада         | Хмільницький район        |
| 3  | Глуховецька селищна громада          | Хмільницький район        |
| 4  | Калинівська міська громада           | Хмільницький район        |
| 5  | Козятинська міська громада           | Хмільницький район        |
| 6  | Махнівська сільська громада          | Хмільницький район        |
| 7  | Самгородоцька сільська громада       | Хмільницький район        |
| 8  | Уланівська сільська громада          | Хмільницький район        |
| 9  | Хмільницька міська громада           | Хмільницький район        |
| 10 | Іллінецька міська громада            | Вінницький район          |
| 11 | Агрономічна сільська громада         | Вінницький район          |
| 12 | Вороновицька селищна громада         | Вінницький район          |
| 13 | Вінницька міська громада             | Вінницький район          |
| 14 | Літинська селищна громада            | Вінницький район          |
| 15 | Липовецька міська громада            | Вінницький район          |
| 16 | Гніванська міська громада            | Вінницький район          |
| 17 | Немирівська міська громада           | Вінницький район          |
| 18 | Лука-Мелешківська сільська громада   | Вінницький район          |
| 19 | Сутисківська селищна громада         | Вінницький район          |
| 20 | Стрижавська селищна громада          | Вінницький район          |
| 21 | Турбівська селищна громада           | Вінницький район          |
| 22 | Погребищенська міська громада        | Вінницький район          |
| 23 | Якушинецька сільська громада         | Вінницький район          |
| 24 | Оратівська селищна громада           | Вінницький район          |
| 25 | Тиврівська селищна громада           | Вінницький район          |
| 26 | Бабчинецька сільська громада         | Могилів-Подільський район |
| 27 | Вендичанська селищна громада         | Могилів-Подільський район |
| 28 | Могилів-Подільська міська громада    | Могилів-Подільський район |
| 29 | Мурованокуриловецька селищна громада | Могилів-Подільський район |
| 30 | Чернівецька селищна громада          | Могилів-Подільський район |
| 31 | Ямпільська міська громада            | Могилів-Подільський район |
| 32 | Яришівська сільська громада          | Могилів-Подільський район |
| 33 | Барська міська громада               | Жмеринський район         |
| 34 | Джуринська сільська громада          | Жмеринський район         |
| 35 | Жмеринська міська громада            | Жмеринський район         |
| 36 | Копайгородська селищна громада       | Жмеринський район         |
| 37 | Северинівська територіальна громада  | Жмеринський район         |
| 38 | Шаргородська міська громада          | Жмеринський район         |
| 39 | Мурафська сільська громада           | Жмеринський район         |
| 40 | Станіславчицька сільська громада     | Жмеринський район         |
| 41 | Бершадська міська громада            | Гайсинський район         |
| 42 | Гайсинська міська громада            | Гайсинський район         |
| 43 | Дашівська селищна громада            | Гайсинський район         |
| 44 | Джулинська сільська громада          | Гайсинський район         |
| 45 | Краснопільська сільська громада      | Гайсинський район         |
| 46 | Кунківська сільська громада          | Гайсинський район         |
| 47 | Ладижинська міська громада           | Гайсинський район         |
| 48 | Ободівська сільська громада          | Гайсинський район         |
| 49 | Ольгопільська сільська громада       | Гайсинський район         |
| 50 | Райгородська сільська громада        | Гайсинський район         |
| 51 | Соболівська сільська громада         | Гайсинський район         |
| 52 | Теплицька селищна громада            | Гайсинський район         |
| 53 | Тростянецька селищна громада         | Гайсинський район         |
| 54 | Чечельницька селищна громада         | Гайсинський район         |
| 55 | Брацлавська селищна громада          | Тульчинський район        |
| 56 | Вапнярська селищна громада           | Тульчинський район        |
| 57 | Тульчинська міська громада           | Тульчинський район        |
| 58 | Крижопільська селищна громада        | Тульчинський район        |
| 59 | Томашпільська селищна громада        | Тульчинський район        |
| 60 | Піщанська селищна громада            | Тульчинський район        |
| 61 | Студенянська сільська громада        | Тульчинський район        |
| 62 | Городківська сільська громада        | Тульчинський район        |
| 63 | Шпиківська селищна громада           | Тульчинський район        |
|    |                                      |                           |